# Superendividamento
O superendividamento ocorre quando uma pessoa compromete mais de 50% de sua renda com dívidas, ou seja, o indivíduo aloca mais de 50% do seu rendimento mensal em pagamento de créditos.

## Conceito

### Definições clássicas em sistemas jurídicos
</ref>. No sistema jurídico alemão, essa definição aparece explicitamente no Código de Insolvência (InsO) e é entendido como uma possível causa de insolvência.
Já no sistema jurídico francês, o superendividamento é entendido como a impossibilidade manifesta de o devedor saldar suas dívidas por qualquer meio idôneo. Assim, não há na legislação francesa um valor mínimo para enquadrar o devedor como superendividado, ocorre, na verdade, uma análise do caso concreto a fim de considerar o conjunto de recursos do indivíduo e suas necessidades básicas. O direito francês ainda prevê que, sendo possível o adimplemento da dívida por qualquer meio idôneo, inclusive pela penhora de bens que não seja a residência familiar, o endividado não se enquadra na situação de superendividamento.
Percebe-se que, independentemente da definição adotada, o caráter central da definição do superendividamento é a impossibilidade de os ativos de um devedor cobrirem suas responsabilidades de crédito, trata-se de uma dívida excessiva. Dessa forma, o superendividamento pode resultar tanto do aumento das dívidas quanto da diminuição dos ativos.

### A questão do crédito e do consumismo
A questão dos ativos e dos negativos de um indivíduo não pode ser analisada isoladamente. É necessário considerá-la dentro de uma sociedade marcada por um mercado de crédito.
Durante o século XX, investiu-se no aumento do poder de consumo das massas trabalhadoras, esse aumento implicava em um aumento do próprio  consumo e da demanda, sendo motor do capitalismo. Como consequência disso, tem-se uma sociedade marcada pelo capitalismo financeiro que valoriza o crédito e uma relação de mercado caracterizada pelo consumismo.
O consumo excessivo apresenta diversas causas que, na maioria das vezes, se entrelaçam causando o endividamento. Essas causas contemplam questões sociais, culturais, econômicas, psicológicas e, até mesmo, políticas, já que o Estado assume um papel dentro da economia, seja como agente regulador, seja como parte do mercado. Além disso, o incentivo ao consumo promovido pelo mercado teve como característica marcante a concessão de créditos.
A concessão promoveu a inserção no mercado da massa trabalhadora. Essa possibilidade é indicador de uma equiparação de consumo e é entendida como um indicador de sociedade igualitária. Porém, na sociedade de consumo, o acesso ao crédito facilitado apresenta uma outra face, a do endividamento crônico. Esse está ligado a perda do controle financeiro.
Sendo assim, além dos acontecimentos acidentais que comprometem a renda, como situações de desemprego, redução de salários, divórcio, doenças, nascimentos, acidentes e mortes, observa-se que o crédito é outra causa do endividamento. A facilidade do acesso ao crédito é proporcional ao número de superendividados quando não acompanhada de um preparo do consumidor para essa inserção no mercado. Essa “dupla face” da oferta de créditos marca a sociedade brasileira e influencia no entendimento do superendividamento no país.
De acordo com Cláudia Lima Marque, a massificação do acesso ao crédito é marcada por publicidades agressivas e ofertas abusivas de crédito facilitado que somados a uma população pouco acostumada as regras de mercado criam uma tendência a crise de insolvência e liquidez do consumidor que pode resultar em sua exclusão do mercado de consumo; como se fosse uma espécie de morte civil. Isso é reflexo de uma sociedade marcada pela desigualdade social que, por consequência, intensifica essa mesma desigualdade.
Observa-se, portanto, que a relação estabelecida pelo mercado de consumo entre a oferta de crédito e o consumismo tem impacto direto e indireto na qualidade de vida dos cidadãos. O impacto direto está ligado às questões do endividamento propriamente dito. Já os impactos indiretos estão associados à perda de direitos que esse endividamento excessivo provoca. 
O superendividamento, como já afirmado, compromete grande parte da renda de um indivíduo, gerando situações de dificuldade econômica. Essas, além de intensificarem a desigualdade social, resultam em um processo de desmantelamento dos direitos fundamentais, já que compromete o mínimo existencial e o respeito à dignidade humana assegurada constitucionalmente.
É importante ainda apontar que o superendividamento não atinge apenas a esfera econômica do indivíduo. A maioria dos superendividados apresentam fragilidade emocional vinculada a sentimento de fracasso, perda de autoestima e dificuldades nas relações interpessoais. Trata-se, portanto, de uma questão multidisciplinar.

### A definição brasileira
Considerando a relação entre o consumismo e a oferta de crédito no Brasil e levando em conta que o sistema jurídico brasileiro não apresenta previsão expressa sobre o superendividamento, no país esse é um fenômeno recorrente, mas de difícil conceituação e solução.
Em decorrência da lacuna na lei sobre superendividamento, a maior parte da doutrina brasileira trata desse assunto a partir do direito comparado considerando a legislação francesa.
Apesar de no Brasil se considerar a conceituação clássica de que o superendividamento corresponde ao comprometimento de mais de 50% da renda de um indivíduo em dívidas, a definição mais empregada no país é aquela elaborada pela jurista Cláudia Lima Marques. De acordo com seu conceito, o superendividamento é a impossibilidade total de um consumidor, pessoa física, devedor e leigo pagar suas dívidas atuais e futuras decorrentes do consumo, agindo de boa-fé.
A conceituação de superendividamento no Brasil, de acordo com parte da doutrina, ainda considera a classificação realizada pela jurista portuguesa Maria Manuel Leitão Marques que considera também a definição francesa. Segundo sua classificação, o superendividamento pode ser passivo, ativo consciente ou ativo inconsciente.
Superendividamento ativo: contração excessiva de dívidas que são maiores que a capacidade de adimplemento de forma voluntária.
Superendividamento ativo consciente: aquele em que o indivíduo assume a dívida sabendo que não pode pagá-la, dessa forma, age de má-fé e, por isso, não recebe auxílio estatal para sua recuperação.
Superendividamento ativo inconsciente: aquele que caracteriza-se pelo comportamento impulsivo do agente, que deixa de fiscalizar os gastos ou não administra bem a renda e cede aos estímulos de consumo, nesses casos, para o recebimento de auxílio na recuperação é necessário realizar análise do caso concreto.
Superendividamento passivo: é aquele em que a contração excessiva de dívidas ocorre por motivos externos ou imprevisíveis, não está ligado à administração da renda nem à má-fé do agente, mas de ofertas de créditos abusivas ou de situações acidentais, por isso, são os que mais recebem auxílio para recuperação.
A partir da conceituação e da classificação é possível perceber que a boa-fé do agente é considerada requisito básico e é entendida nesse caso como sendo um comportamento leal e cooperativo, segue a ideia do art. 4°, III, do Código de Defesa do Consumidor.
Apesar de a definição considerar previsões do Código de Defesa do Consumidor e do Código Civil, nenhum desses têm normas adequadas ou relacionadas ao superendividamento, trata-se de questões da doutrina apenas.
A falta de previsão legal sobre o assunto, gera diversas consequências à sociedade brasileira. A mais evidente dessas consequências é o desafio em definir quem é o superendividado. Além disso, tem-se uma dificuldade em encontrar um mecanismo de solução do problema que vise assegurar os direitos dos superendividados e o meio adequado para fazê-lo.
A maior parte da doutrina defende que o tratamento deve considerar a natureza interdisciplinar e coletiva da questão. Na prática, observa-se que os casos de superendividamento representam alto número de litigiosidade no país.

## Superendividamento no Brasil

### Histórico do tema no Brasil
O Brasil não possui legislação específica que trate sobre o tratamento e prevenção do superendividamento. Ou seja, ainda não existem leis que pensem em soluções e formas de impedir que os brasileiros se tornem superendividados. Isso faz com que o tema do superendividamento tenha características únicas no Brasil.
O tema foi introduzido na academia brasileira nos anos noventa por autores como: Cláudia Lima Marques, Reinaldo de Lima Lopes da Costa, José Márcio Mello Casado e Geraldo de Faria Martins. Os primeiros estudos eram de direito comparado, isto é, eram análises do direito de outros países como a França que eram aplicadas ao contexto de endividamento brasileiro.
Nos outros países, o conceito de superendividamento era consolidado pelas leis específicas, o que faz com que no Brasil não haja um conceito único. Destacam-se dois principais conceitos:
O primeiro, da professora Cláudia Lima Marques, expoente brasileira sobre o tema, pode ser definido como a impossibilidade total do consumidor-devedor de pagar todas as suas dívidas atuais e futuras de consumo, em tempo razoável e de acordo com sua capacidade atual de renda e patrimônio. O Consumidor-devedor, nesse conceito é leigo e de boa-fé.
Entende-se que se uma pessoa não pode pagar suas dívidas sem que para isso sacrifique o mínimo existencial necessário ao seu sustento e o de sua família é um superendividado.
O segundo conceito é o de que é superendividado aquele que comprometeu 50% de sua renda com dívidas e o pagamento de prestações de crédito. Os conceitos não são excludentes, mas sim complementares, já que uma pessoa que comprometeu 50% de sua renda possivelmente não terá condições de pagar suas dívidas sem que comprometa o mínimo existencial para seu sustento.
Segundo a professora Claudia L. Marques, o Brasil é uma sociedade de economia de endividamento, e não de poupança. A economia de endividamento significa que o padrão de consumo do brasileiro tem como principal característica o alto gasto com despesas básicas, como moradia, alimentação, água e energia, vestimentas e transporte; de modo que necessita de crédito para que possa adquirir bens de maior valor, como veículos, eletrodomésticos e eletrônicos.
Quanto à inexistência de marco regulatório sobre o tema, passa-se a existir uma relação de interdependência entre doutrina, como a da professora Claudia L. Marques, e os tribunais brasileiros. Cada vez mais os julgadores buscam a produção acadêmica cada vez mais farta sobre o superendividamento para que possam dar soluções melhores a tutela do consumidor endividado. Em contrapartida, cada vez mais a doutrina bebe na fonte da práxis judiciária, isto é, a doutrina baseia suas análises nas experiências práticas do poder judiciário.
Destaca-se o Projeto Piloto de tratamento do superendividamento conduzido pelo Tribunal de Justiça do Rio Grande do Sul. O projeto idealizado pela juízas Káren Rick Danilevicz Bertoncello e Clarissa Costa de Lima, teve como principal objetivo a reinserção social do consumidor superendividado. O projeto envolveu profissionais do Sistema Nacional de Defesa do Consumidor e do Procon/RS, além dos funcionários do TJRS. As principais atividades do Projeto Piloto foram conciliações judiciais e extrajudiciais, audiências de renegociação de dívidas.

### Dados atuais do superendividamento no Brasil

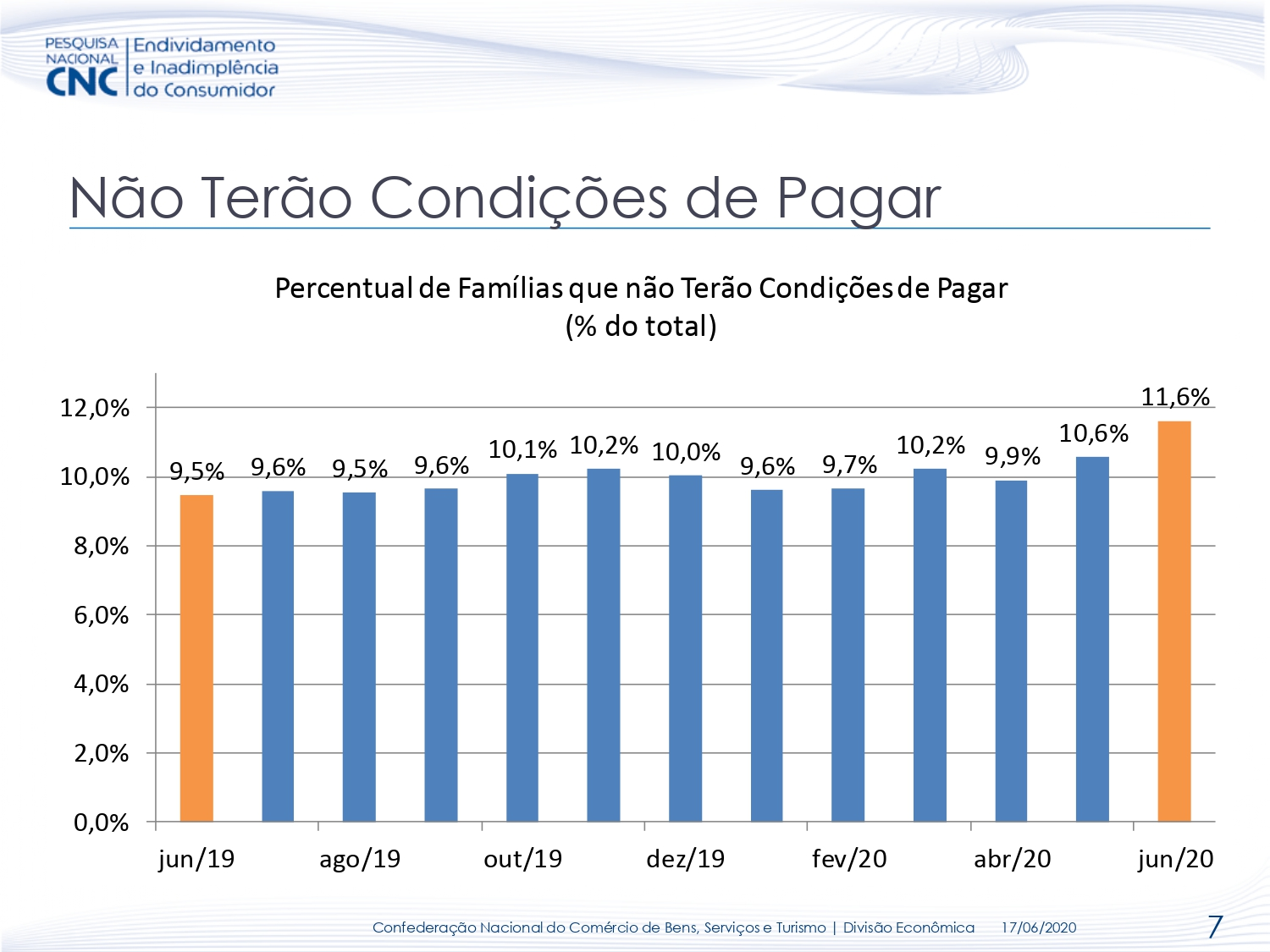

Os dados mais recentes sobre o endividamento e inadimplência do consumidor brasileiro da Pesquisa Nacional do CNC (Confederação Nacional de Comércio) mostram um crescente aumento no número de famílias endividadas.
Em junho de 2019, 64,0% das famílias brasileiras estavam endividadas. Em junho do ano seguinte, 2020, o percentual era de 67,1%. Indicando que o surto de Covid-19 teve reflexos no aumento de famílias endividadas. O número, contudo, é alarmante, já que mais da metade das famílias brasileiras possuem dívidas com cartão de crédito, cheque especial, cheque pré-datado, crédito consignado, crédito pessoal, carnê de loja, prestação de carro e prestação de casa.
Dessas famílias, 11,6% não possuíam em junho de 2020 a capacidade de pagar suas dívidas, o que dentro do conceito de superendividamento da professora Claudia L. Marques, as enquadram como famílias superendividadas. Houve no último ano, um aumento de dois pontos percentuais no número de famílias que não podem mais pagar suas dívidas. Tornando extremamente necessárias as formas de tratamento e prevenção ao superendividamento.
A pesquisa da CNC ainda indicou que quase 21,7% dos endividados comprometeu mais de 50% da sua renda, sendo esse número de 22,6% entre os endividados com renda familiar de até 10 salários mínimos vigentes. Hoje no Brasil, entendendo o superendividamento como comprometimento de 50% da renda, 14,5% das famílias brasileiras estão superendividadas.

### Os possíveis marcos regulatórios brasileiros sobre o superendividamento
O Brasil não possui nenhum marco regulatório ou legislação que discipline o tema do superendividamento, ainda que o judiciário venha aplicando normas do Código de defesa do consumidor relativas à boa-fé objetiva.
Existem duas principais tentativas de disciplinar juridicamente o tema. O primeiro trata-se do Projeto de Lei 2883/2012 aprovado pelo plenário do Senado Federal e que atualmente segue em tramitação na Câmara dos Deputados. Este visa atualizar o Código de Defesa do Consumidor, adicionando o tema do superendividamento. Destaca-se também o projeto de Lei 3.515/2015 que também busca disciplinar o tema.

## Superendividamento e Justiça
O Superendividamento é um tema de grande relevância quando falamos de justiça e sistema judiciário, pois a situação de endividamento está amplamente ligada a demandas judiciais diversas. No Brasil, não existem dados concretos sobre a quantidade de pessoas endividadas, e isso ocorre justamente porque há uma negligência do Estado em tratar do tema. Todavia, ao analisar os dados da pesquisa Os 100 maiores litigantes (2011), do CNJ, é possível notar que as demandas do poder judiciário frequentemente estão ligadas a temas de endividamento.  

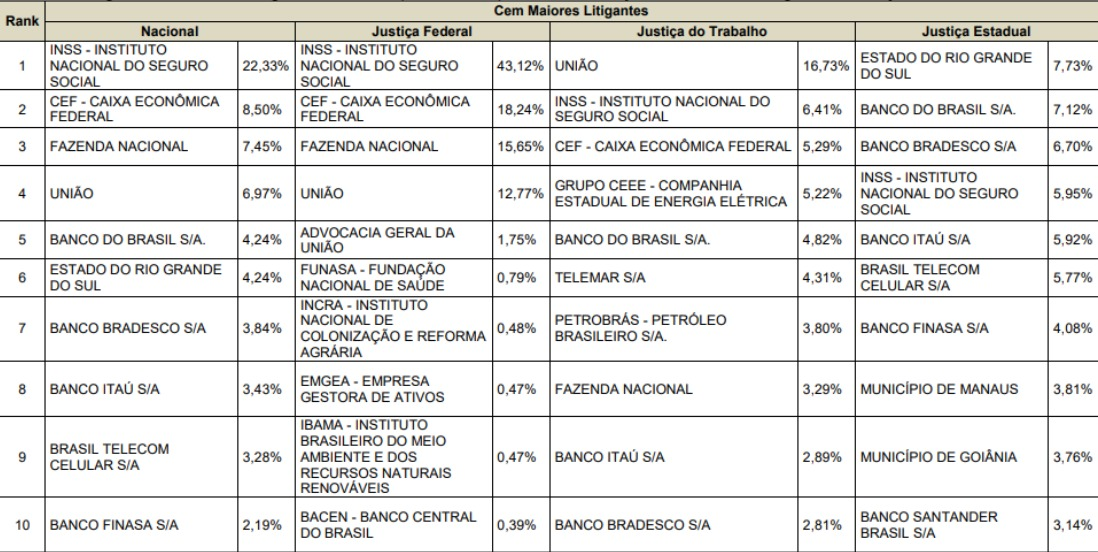

O relatório mostra que os bancos são as principais partes em um número expressivo de processos, seja como demandantes ou demandados nas ações. Ou seja, os bancos protagonizam os processos tanto processando pessoas quanto sendo por elas processadas. Além dos Bancos, há também grande demanda de operadoras de telefonia. Esses dados se repetem na análise individual de cada vara de justiça no Brasil. Um exemplo disso são os dados coletados e analisados no artigo “Decifrando o Fórum João Mendes: o que os números nos dizem?”, de Luciana Luk-Tai Yeung, que mostram como o protagonismo das relações de consumo se mostra nas ações do mais movimentado fórum do Estado de São Paulo. Na pesquisa, quase metade das ações judiciais envolvem bancos.
Esse protagonismo das relações de consumo nos processos judiciais é uma sequela do modelo de sociedade que emergiu com o neoliberalismo, em que há um esforço para tornar cidadãos em consumidores. Esse modelo de sociedade de consumo trouxe problemas como a alta litigância, isso é, o aumento expressivo no número de pessoas que recorrem à justiça para solucionar problemas, geralmente ligados a contratos de consumo e prestação de serviços. O poder judiciário, por outro lado, não foi capaz de absorver essa enorme quantidade de novos processos diariamente, e por esse motivo passou a criar mecanismos internos de controle para demandas repetitivas, como por exemplo súmulas, enunciados, recursos especiais e extraordinários repetitivos, e incidente de resolução de demandas repetitivas (IRDR). Com esses mecanismos, o poder judiciário passou a julgar automaticamente demandas muito semelhantes, sem a necessidade de analisar completamente os casos individuais.

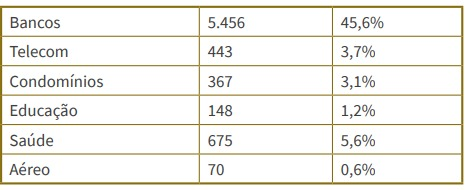

O problema dessa sobrecarga do judiciário e dos mecanismos criados para amenizá-la é que os casos de superendividamento não são tratados de uma maneira adequada, pois a pessoas superendividado necessita de um tratamento que compreenda diversos aspectos sociais, com equipes multidisciplinares, e utilizando meios não convencionais de resolução de conflitos. Isso não ocorre pois há nos sistemas jurídicos uma predominância da ênfase na autonomia da razão para a interpretação e aplicação das leis, tende-se a crer que por ter acordado e contratado serviços e produtos, o devedor deve cumprir com as obrigações. Essa interpretação rígida sobre a autonomia da vontade não leva em conta a filosofia aplicada quando as leis civis passaram a ser desenvolvidas no Direito Romano, e por isso gera fenômenos sociais insustentáveis como o superendividamento.
Em outros países, existem leis específicas para o tratamento da pessoa em situação de superendividamento, pois a pessoa nessa condição geralmente é impossibilitada de continuar a prestar ou contratar serviços, por ter seu nome registrado em órgãos de proteção de crédito, como o SPC e SERASA no Brasil. Essa incapacidade gera o que especialistas chamam de “morte civil”, pois a pessoa de fato não está apta a realizar todos os negócios jurídicos que uma pessoa comum realiza, surgindo então a necessidade de auxílio do Estado para a sua recuperação e retorno ao mercado como um todo. Esse auxílio é necessário pois a incapacidade de muitas pessoas de contratar ou prestar serviços pode ser extremamente prejudicial para a economia. Nos Estados Unidos o superendividado conta com um sistema de recuperação chamado de Fresh Start, que consiste na rápida recolocação do indivíduo no mercado, através de um processo chamado de insolvência do consumidor, no qual, geralmente, há a obrigação das empresas a que se deve de aceitarem um plano de pagamento das dívidas adquiridas e que não podem ser pagas em decorrência de sua condição, e por vezes, há ainda a liberação do pagamento. No país, o superendividamento é encarado como uma consequência natural do sistema de mercado, diferentemente do Brasil, onde há forte apelo moral para o tema.
De maneira semelhante, na França, o tratamento é voltado para a reeducação do consumidor, visto que o crédito para o consumo não é visto com bons olhos, em decorrência da tradição de direito civil em que os contratos devem ser feitos de maneira responsável. No país, o devedor é quem busca uma comissão de superendividamento particular, e a comissão promove o diálogo entre devedor e credores, buscando uma solução amigável das dívidas, como planos de pagamento. Se houver um acordo, a solução se torna um plano de recuperação. Além disso, uma lei francesa de 2003 iniciou um procedimento chamado "reestabelecimento pessoal”, que trata dos casos mais graves de superendividamento, e que geralmente, garante um perdão total da dívida.

### Caminhos para o Brasil
Enquanto isso, no Brasil, não há um tratamento formalizado e que seja capaz de amenizar de maneira expressiva esse fenômeno social. Podemos, todavia, sinalizar algumas inovações no Direito Brasileiro no tocante a esse assunto: 
A primeira delas é o programa desenvolvido pelo Tribunal de Justiça do Rio Grande do Sul, voltado para o tratamento do consumidor superendividado, chamado “Projeto de Tratamento do Superendividado”, que foi implantado em 2006. O objetivo é conciliar de maneira global o consumidor nessa situação, com todos as pessoas para quem deve, de forma que ele possa estar novamente preparado para atividade econômica, e reeducando-o para um consumo consciente. O programa envia cartas-convite para todas as empresas para quem o endividado deve, e então é iniciado o que se chama de procedimento para a composição de dívidas civis. Nesse procedimento, o devedor e as pessoas para quem deve usam o procedimento de conciliação, para construírem um plano de pagamento das dívidas, de acordo com o salário do devedor. Nesse plano, pode haver parcelamento, aumento de prazo para pagamento, redução dos juros, ou mesmo a desistência de cobrar.
A segunda iniciativa no Brasil é o projeto de reforma do Código de Defesa do Consumidor, que busca trazer para nosso código de consumo normas semelhantes a de outros países para o tratamento do superendividado. O projeto foi encabeçado por uma comissão de juristas, especificamente para esse fim, e visa incorporar no direito brasileiro, práticas semelhantes a do Tribunal de Justiça do Rio Grande do Sul, principalmente a inclusão da conciliação como forma de resolver essas demandas. Além disso, prevê-se melhor fiscalização da oferta de crédito, e um melhor enquadramento da condição do superendividado, aos moldes de outros países, que já preveem a falência de pessoas físicas.